# 阿诺德·奥威尔·贝克曼
阿诺德·奥威尔·贝克曼（1900年4月10日—2004年5月18日）是一位美国化学家、发明家、电气工程师和商人，毕业于加州理工學院，导师罗斯科·G·迪金森，后留校任教。1934年贝克曼发明了pH计，次年以此专利建立了贝克曼库尔特公司的前身。